# Квасная бочка

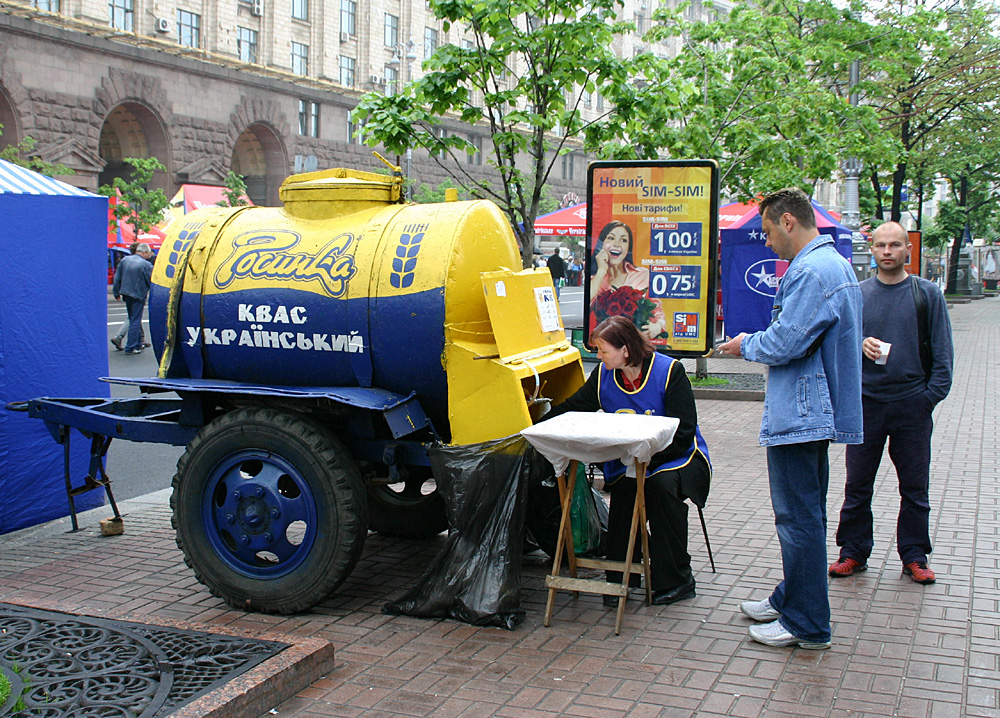
В Киеве (май 2005)

Квасна́я бочка — автоприцеп-цистерна, предназначенная для выездной розничной торговли квасом.

## Описание

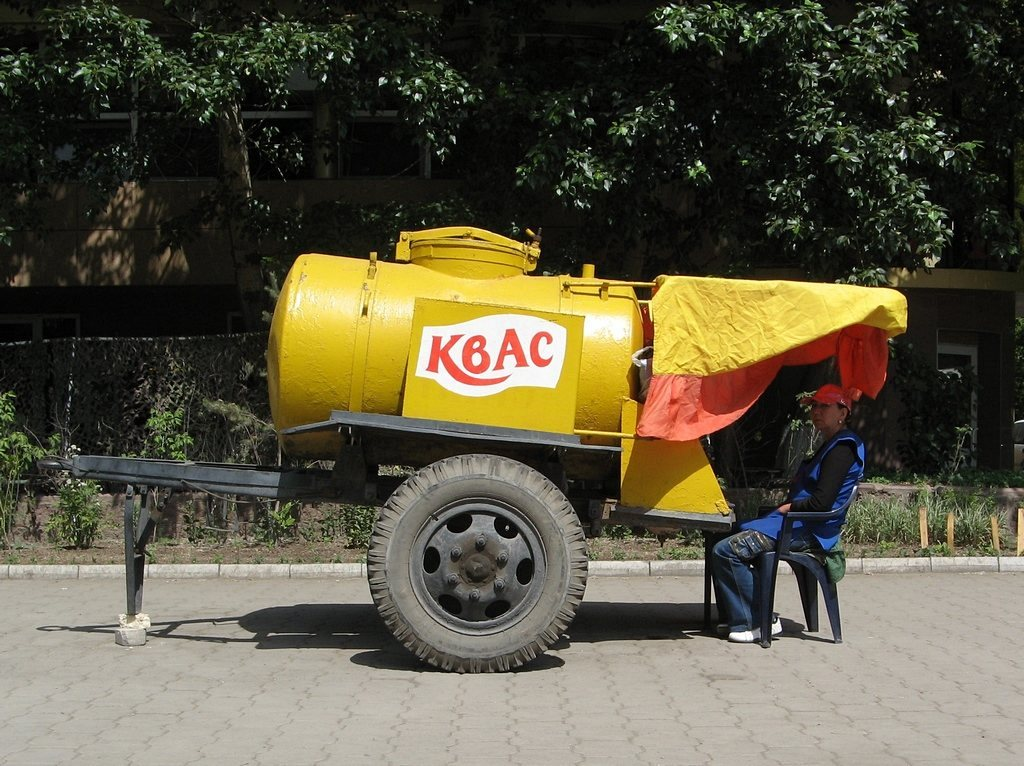
Бочка с квасом в Казахстане

Основная модель квасной бочки — прицеп-цистерна АЦПТ-0,9 для перевозки кваса («автоцистерна пищевая теплоизолированная»; 0,9 — эксплуатационная ёмкость в тыс. л), дизайн которой разработан в СССР, где она выпускалась с 1967 года Ново-Троицким машиностроительным заводом, Карловским механическим заводом и Сокулукским заводом торгового машиностроения. Интересно, что прицеп-цистерна АЦПТ-0,9 для перевозки молока изготовлялась с 1957 года. В варианте начала 1970-х гг. в передней части бочки (со стороны продавца) в её верхней части был бачок для воды емкостью 30 литров. Кроме того, некоторые характеристики цистерн АЦПТ-0,9 зависели от завода-изготовителя, но в целом изменялись незначительно. Характеристики цистерн этой модели, изготовленных на современных заводах России, также незначительно отличаются от советских (см. ниже).
Квасная бочка представляет собой герметичный сосуд, изготовляемый из пищевой нержавеющей стали или алюминия пищевого (в модели 1975 г) и имеющий в нижней части проушины, предназначенные для крепления её к тележке для перевозки. Тележка для перевозки квасной бочки имеет два колеса, раму, изготовленную из стальных швеллеров, и сцепное устройство с фаркопом для сцепки тележки с транспортным средством. Сам сосуд бочки герметичен и имеет заливную горловину и сливной краник для розлива напитка и продажи. Также в нижней части бочки расположена сливная пробка или шаровый кран, предназначенный для слива остатков прокисшего кваса в конце рабочей смены. Для сохранения температурных условий квасные бочки зачастую покрывают специальной теплоизоляционной пеной. Для удобства торговли квасом в разливочной части квасной бочки пристроено устройство для розлива и оперативного мытья стаканов и кружек и устройство для подачи водопроводной воды к моечному устройству.
Аналогичное устройство имеют молочная и пивная бочки.

## Характеристики АЦПТ-0,9

### Советские (1982 год, Сокулукский завод «Торгмаш»)
Изготовлена из алюминия с термоизоляцией, облицована сталью
- Шасси прицепа: ТАПЗ-755А[2]
- Вместимость, л: 900[2]
- Внутренний диаметр патрубка наполнения-опорожнения, мм: 45[2]
- Диаметр горловины, мм: 498[2]
- Габаритные размеры, мм:[2]
  - длина: 3 370
  - ширина: 1 800
  - высота: 2 200
- Полная масса, кг: 1 750[2]
- Изменение температуры кваса в градусах Цельсия за 10 часов при температуре окружающего воздуха ±30 гр. Цельсия: 2—4[2]

### Современные
- Шасси прицепа: ИАПЗ-8019-01[3]
- Вместимость, л: 900[3]
- Внутренний диаметр патрубка наполнения-опорожнения, мм: 50[3]
- Диаметр горловины, мм: 500[3]
- Габаритные размеры, мм:[3]
  - длина: 3 800
  - ширина: 2 150
  - высота: 2 200
- Полная масса, кг: 2 560[3]

При транспортировке возможно последовательное соединение АЦПТ-0,9.